# Ronnie McMahon
Ronnie McMahon (Rathfarnham, 31 ottobre 1942 – 11 dicembre 2010) è stato un cavaliere irlandese.

## Biografia
Nel 1971 vinse la medaglia di bronzo nel concorso completo a squadre ai Campionati europei svoltisi in Inghilterra.
Partecipò a due edizioni dei Giochi olimpici estivi: a Monaco di Baviera 1972 fu portabandiera per il suo paese nella cerimonia di apertura e giunse ventiquattresimo nella gara individuale, mentre con l'Irlanda si piazzò al nono posto nella classifica a squadre. A Montréal 1976 non portò a termine la gara venendo squalificato nella prova di salto.

## Palmarès
| Anno | Manifestazione  | Sede           | Evento                        | Risultato | Prestazione | Note  |
| ---- | --------------- | -------------- | ----------------------------- | --------- | ----------- | ----- |
| 1971 | Europei         | Burghley House | Concorso completo a squadre   | Bronzo    |             |       |
| 1972 | Giochi olimpici | Monaco         | Concorso completo individuale | 24º       |             | [ 1 ] |
| 1972 | Giochi olimpici | Monaco         | Concorso completo a squadre   | 9º        |             | [ 2 ] |